# Jónás Ágnes
Jónás Ágnes (Budapest, 1984. szeptember 13. –) újságíró, nyelvtörténész

## Életpályája
2002-től 2008-ig az ELTE bölcsészkarán magyar és kommunikáció szakon végzett. Szakmai gyakorlatát a Kortárs irodalmi folyóiratnál végezte Ács Margit műkritikus vezetésével.  
2020-ban újabb diplomát szerzett a Károli Gáspár Református Egyetem színház- és filmművészeti szakíró, kritikus szakán.  
2018-2023-ig újságíróként dolgozik a Képmás családmagazinnál; emellett a Glamour Magazin cikkírója.   
2017-ben sajtóreferensi képesítést szerzett az ELTE Karrierközpontnál.
2016 és 2020 között a Pesti Műsor kulturális magazin, valamint a Klasszik Rádió Fidelio Klasszik című magazinműsorának riportere volt. 
2019-ben a Nemzeti Színháznál teljesített szakmai gyakorlatot, ez idő alatt születtek tudósításai és összefoglalói a MITEM-ről. 
A  Prae, a Kortárs Online, a KULTer, a Bárka online, a Bárka folyóirat, a Tiszatáj Online folyóiratoknál jelentek meg rendszeresen cikkei, interjúi, de publikált már a Kultúra.hu, a Marie Claire, a Criticai Lapok, a Pesti Stílus, az Edupress, a Stádium, a Felvidék Ma, az MCult, az Antropos, a Tollal Közélet és Kultúra, valamint a Centrál Színház online felületeire is.
Riportot készített többek között Andrea Bocellivel, David Garrett hegedűművésszel, Antonio Bandirali képzőművésszel, David Doiashvili grúz rendezővel, Fabrizio Plessi képzőművésszel és a világhírű japán dobvirtuózzal Leonard Etoval. 
Tagja a Magyar Újságírók Országos Szövetségének és az Anyanyelvápolók Szövetségének. 
2022 márciusától 2023 októberéig a Meska.hu kézműves designer piactér tartalomfelelőse is. Ezalatt elvégezte a SKVOT social media manager okleveles képzését.   
2023 novemberétől a 'Vantgard Digital digitális marketingügynökség kreatív szövegírója, ahol rendszeresen tart workshopokat, tréningeket is social media és mesterséges intelligencia témákban. 2024-ben elvégzi a WEBARTERY webdesigner okleveles képzését is.   

## Díjak, elismerések
- 2013 – nemzetközi Jókai-díj és arany díszoklevél.
- 2022 – Antistigma-díj